# Спиридон Казанджиев (лекар)
Спиридон Тр. или Спасов Казанджиев е български лекар и общественик.

## Биография
Роден е в 1858 или 1860 година в Прилеп, тогава в Османската империя. Следва медицина в Женева, където завършва в 1893 година. В следващата 1894 година заминава за София, където полага държавен изпит с успех. Заминава за Солун, където отваря една от първите български аптеки в града. Открита е с негови средства, но съгласно действащите разпоредби работи от името на правоспособен фармацевт, чието име не е известно. В писмо до Българската екзархия от 8 ноември 1908 година доктор Спиридон Казанджиев пише, че работи в Солун от 1900 година, където „лекува тамошното българско население, както и двете гимназии срещу 33 турски лири годишно. С притежаваната от него аптека също е в помощ на населението“, като подпомага бедните българи с безплатно давани лекарства, отделяйки от заплатата си.  В писмото се съобщава за покушение на турци срещу семейството му, при което е убит дядо му, а детето му е ранено.
Доктор Спиридон Казанджиев става пансионен екзархиийски лекар в Солунската българска девическа гимназия в 1905 година, след като замества Михаил Христович. В ролята си на пансионен лекар на девическото училище, Казанджиев прави предложение да се приемат само доказано здрави деца. Остава екзархийски училищен лекар до 1911 година, когато екзархията го преназначава за училищен лекар в мъжката гимназия, но той отказва поради недостатъчната за издръжката на семейството му заплата (20 т.л. годишно) и започва частна практика в Солун.
Умира в 1943 година и е погребан в Централните софийски гробища.